# Sens interdit (téléfilm)
Sens interdit est un téléfilm français réalisé par Roger Kahane en 1965, sur un scénario d'Armand Salacrou.

## Distribution
- Pierre Vernier
- Jean-Paul Moulineau
- Madeleine Barbulée
- Geneviève Fontanel
- Hélène Duc
- Michel Beaune
- Stéphane Ariel
- Paloma Matta
- François Nocher
- Georges Adet